# Kerk van Roswinkel
De Hervormde kerk van Roswinkel is een eenvoudig zaalkerkje uit de achttiende eeuw in het Drentse dorp Roswinkel (gemeente Emmen). 

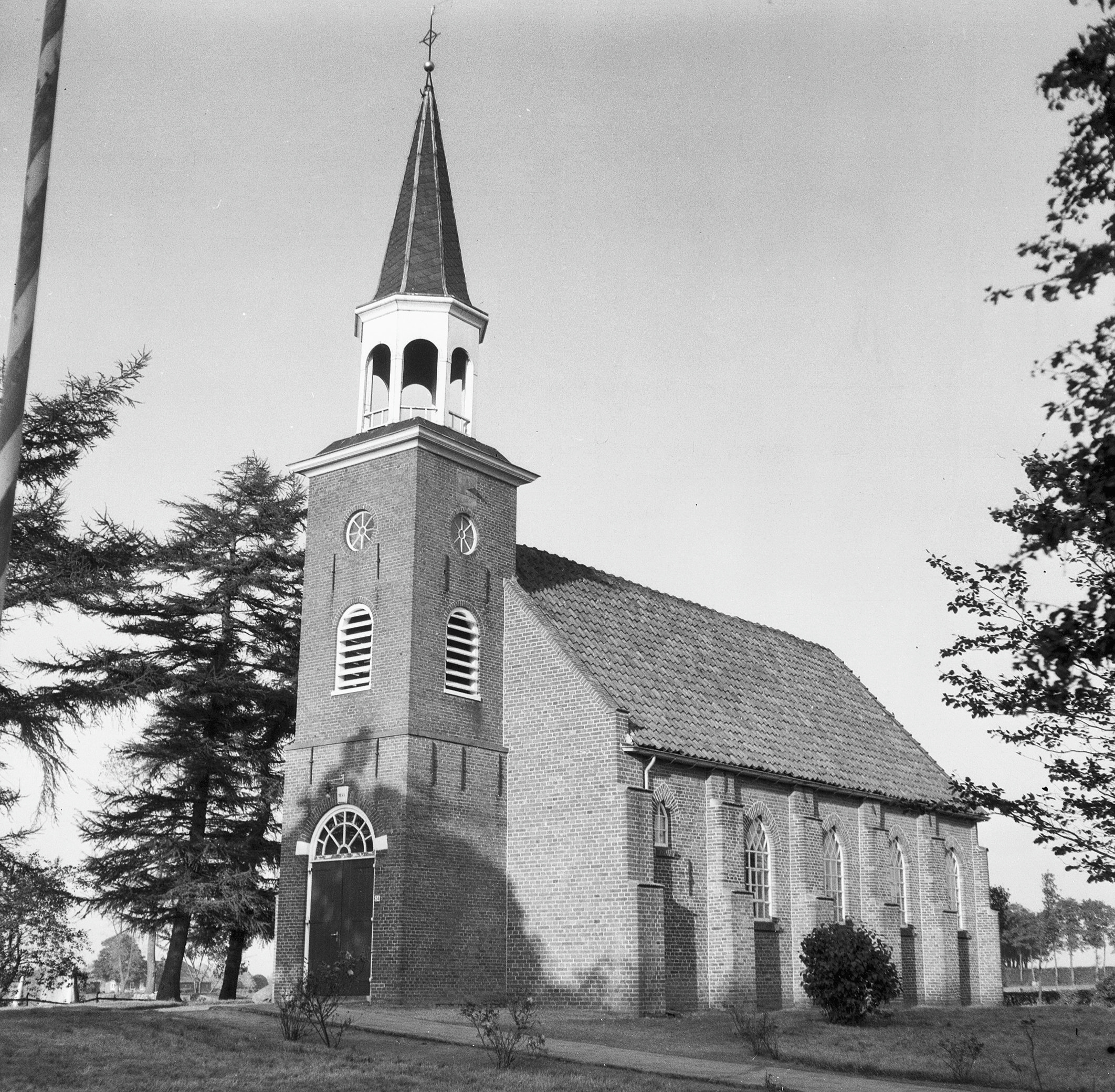

De huidige kerk moet een voorganger hebben gehad, waarschijnlijk uit het begin van de veertiende eeuw. Wellicht is de kerk gesticht vanuit het klooster Ter Apel. Het schip dateert uit 1759. Oorspronkelijk stond bij de kerk een houten klokkenstoel. De luidklok uit 1362 hangt nu in de huidige kerktoren uit 1853. Aan de zuidzijde bevindt zich een verticale zonnewijzer.